# Girella
Girella is een geslacht van straalvinnige vissen uit de familie van de loodsbaarzen (Kyphosidae). Het geslacht is voor het eerst wetenschappelijk beschreven in 1835 door Gray.

## Soorten
- Girella albostriata Steindachner, 1898
- Girella cyanea Macleay, 1881
- Girella elevata Macleay, 1881
- Girella feliciana Clark, 1938
- Girella fimbriata (McCulloch, 1920)
- Girella freminvillii (Valenciennes, 1846)
- Girella laevifrons (Tschudi, 1846)
- Girella leonina (Richardson, 1846)
- Girella mezina Jordan & Starks, 1907
- Girella nebulosa Kendall & Radcliffe, 1912
- Girella nigricans (Ayres, 1860)
- Girella punctata Gray, 1835
- Girella simplicidens Osburn & Nichols, 1916
- Girella stuebeli Troschel, 1866
- Girella tephraeops (Richardson, 1846)
- Girella tricuspidata (Quoy & Gaimard, 1824)
- Girella zebra (Richardson, 1846)
- Girella zonata Günther, 1859